# 卡溫頓鎮區 (伊利諾伊州華盛頓縣)
卡温頓鎮區（英語：Covington Township）是位於美國伊利諾伊州華盛頓縣的一個行政鎮區。

## 地方資料
根據2010年美國人口普查的數據，卡温頓鎮區的面積為102.80平方千米，當中陸地面積為102.60平方千米，而水域面積為0.20平方千米。當地共有人口404人，而人口密度為每平方千米3.93人。